# Schlossruine Hartenberg
Die Schlossruine Hartenberg, auch Hrad Hartenberk, eine Schlossruine aus der Zeit der Gotik in Hřebeny (Hartenberg) im Okres Sokolov in Tschechien und befindet sich an der Zwodau oberhalb von Hřebeny.

## Geschichte
Als Burg des vogtländischen Adelsgeschlechtes der von Hertenberg entstand sie Anfang des 13. Jahrhunderts und wurde 1214 erstmals urkundlich erwähnt. Diese Burg wurde strategisch günstig am Weg von Sachsen und Thüringen nach Böhmen auf einer felsigen Höhe oberhalb der Zwodau erbaut. Es war eine Grenzburg am Südrand des Erzgebirges bei Falkenau an der Eger (Sokolov). Graf Thimo II. von Colditz, Kammermeister bei Kaiser Karl IV. und Landeshauptmann der Oberlausitz und Schlesiens verkaufte im Jahre 1364 die gerade in seinem Besitz befindliche Burg Hartenberg an seinen Dienstherrn Kaiser Karl IV. Zeitweise gehörte die Burg den Grafen Schlick.
In der Umgebung wurde Bleierz abgebaut. Etliche Stollen zeugen davon. Unterhalb der Burg befindet sich die Ruine einer ehemaligen Brauerei der Herrschaft Wallhof, ein deutsches Kronlehen mit damals 7000 Menschen bis zur Aufhebung von deren Erbuntertänigkeit. 1857 kam der Großgrundbesitz in den Besitz der Großnichte eines Grafen Auersperk von Hartenberg Franziska Freiin von Kopal.
In seiner kulturellen Blütezeit hatte Hartenberg eine bedeutende Bibliothek, verschiedene mineralogische und landeskundliche Sammlungen, war umgeben von gepflegten Wegen, hatte ein Schlosstheater mit Darbietungen, einen Schlossteich, Glashäuser mit tropischen Pflanzen und eine Schule. Johann Wolfgang von Goethe feierte auf Einladung des Schlossherren Graf Josef Auersperg auf Hartenberg (* 1767 in Prag; † 1829 in Brünn), Jurist und Oberstlandrichter und Landrechtspräsident in Prag in Begleitung von Joseph Sebastian Grüner seinen 72. Geburtstag mit einem dreitägigen Fest. Weitere zahlreiche Aufenthalte schlossen sich, wie Johannes Urzidil mitteilt, an, und Goethe soll dort auch eine seiner Elegien geschrieben haben. Schon seinen 70. Geburtstag hatte Goethe im Jahre 1819 hier gefeiert.
Die Burg wurde im Lauf der Zeiten mehrmals zerstört und wurde wieder aufgebaut. Im Jahr 1945 (nach Ende Zweiter Weltkrieg) wurden die Schlossbesitzer enteignet und vertrieben, das Schloss geplündert und das Inventar entwendet. 1985 wurde Schloss Hartenberg durch Brandstiftung zu einer Ruine, das Schlossgebäude verfiel seitdem und wird durch Sammlung privater Spenden abschnittsweise vor dem Verfall gerettet. Eine Besichtigung der Baustelle ist möglich. Das Burgareal ist nun eine Studentenbasis der freiwilligen Arbeit in Europa.
Eine gute Beschreibung der Anlage vor ihrer Zerstörung liefert Viktor Karell in Burgen und Schlösser des Erzgebirges und Egertales.
Der Weg zur Burg ist nicht ausgeschildert. Am Ortsausgang von Josefov in Richtung Krajkova führt rechts die Straße bergab durch Hřebeny. Per Fuß ist die Burg zu erreichen bergauf von der Bahnstation Hřebeny, vorbei an der Ruine der ehemaligen Brauerei.

## Auf Hartenberg wurde geboren
- Franziska Freiin von Kopal (* 1883, verstorben 1963 in München), Gutsherrin und Präsidentin des katholischen Frauenbundes in Westböhmen, Enkelin des Karl Freiherr von Kopal (1788–1848), Oberst und Träger des Maria-Theresien-Ordens.[5]

Galerie
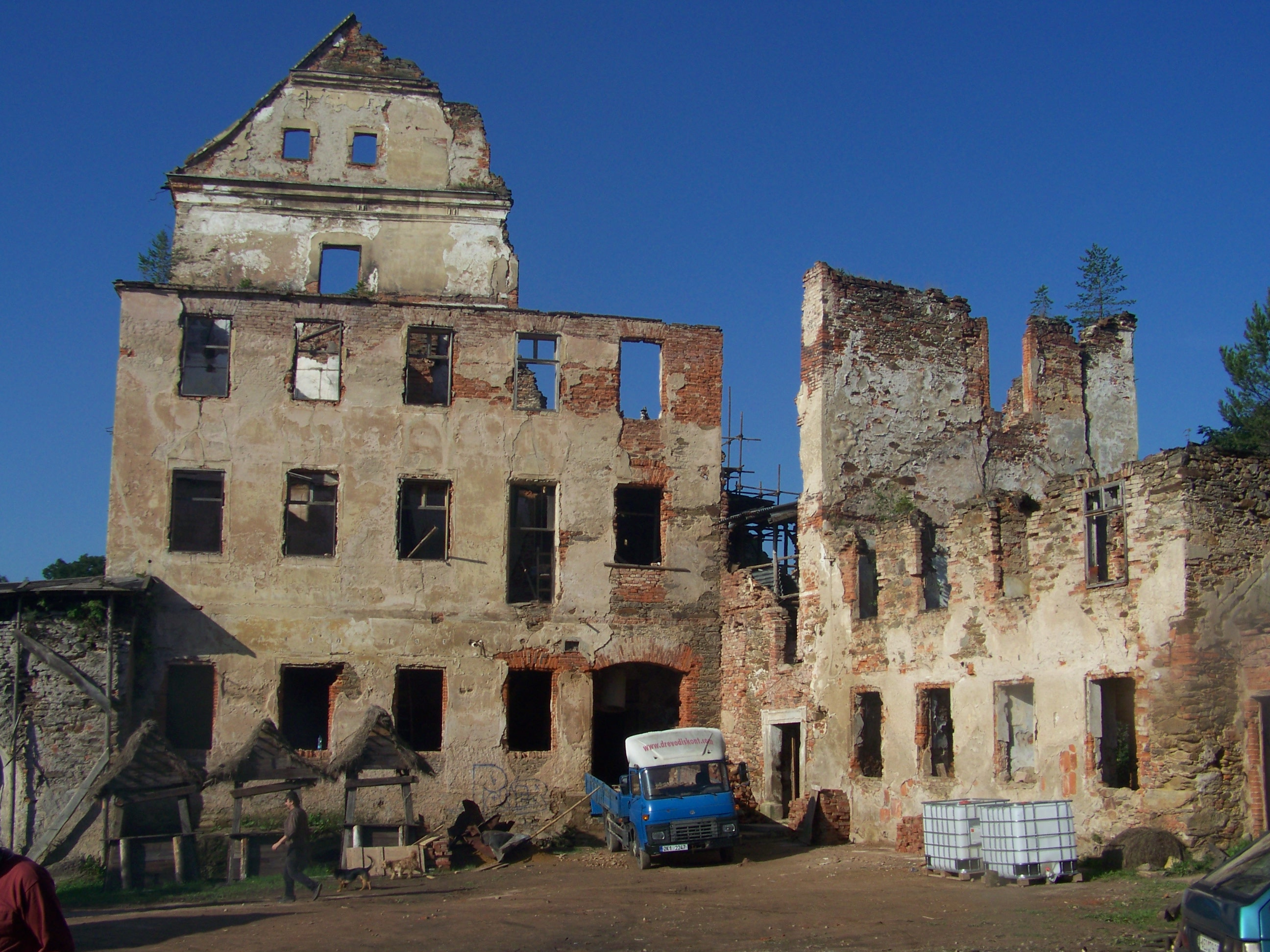
Ansicht vom Schlosshof
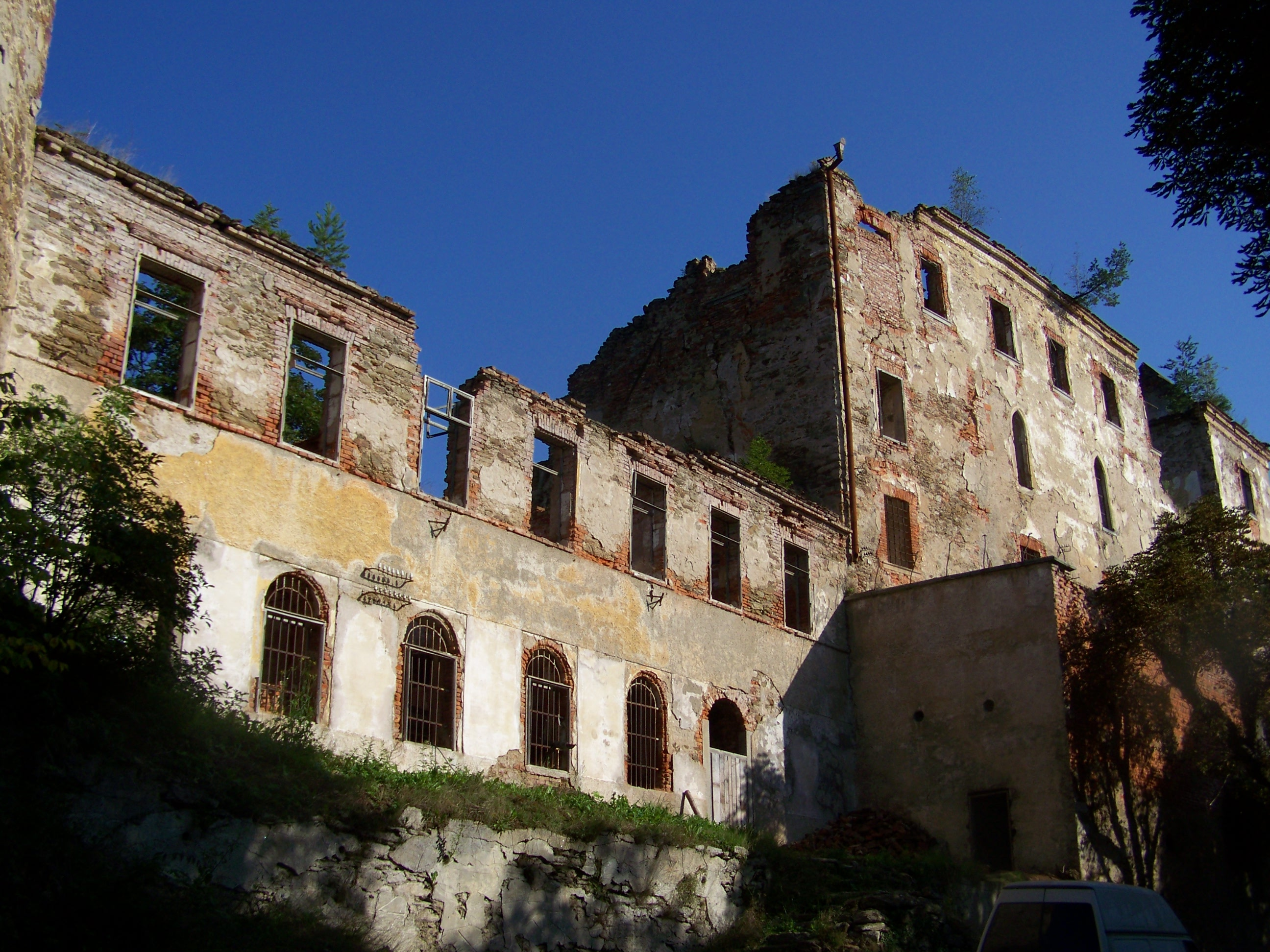
Ansicht von der Zugangsstraße
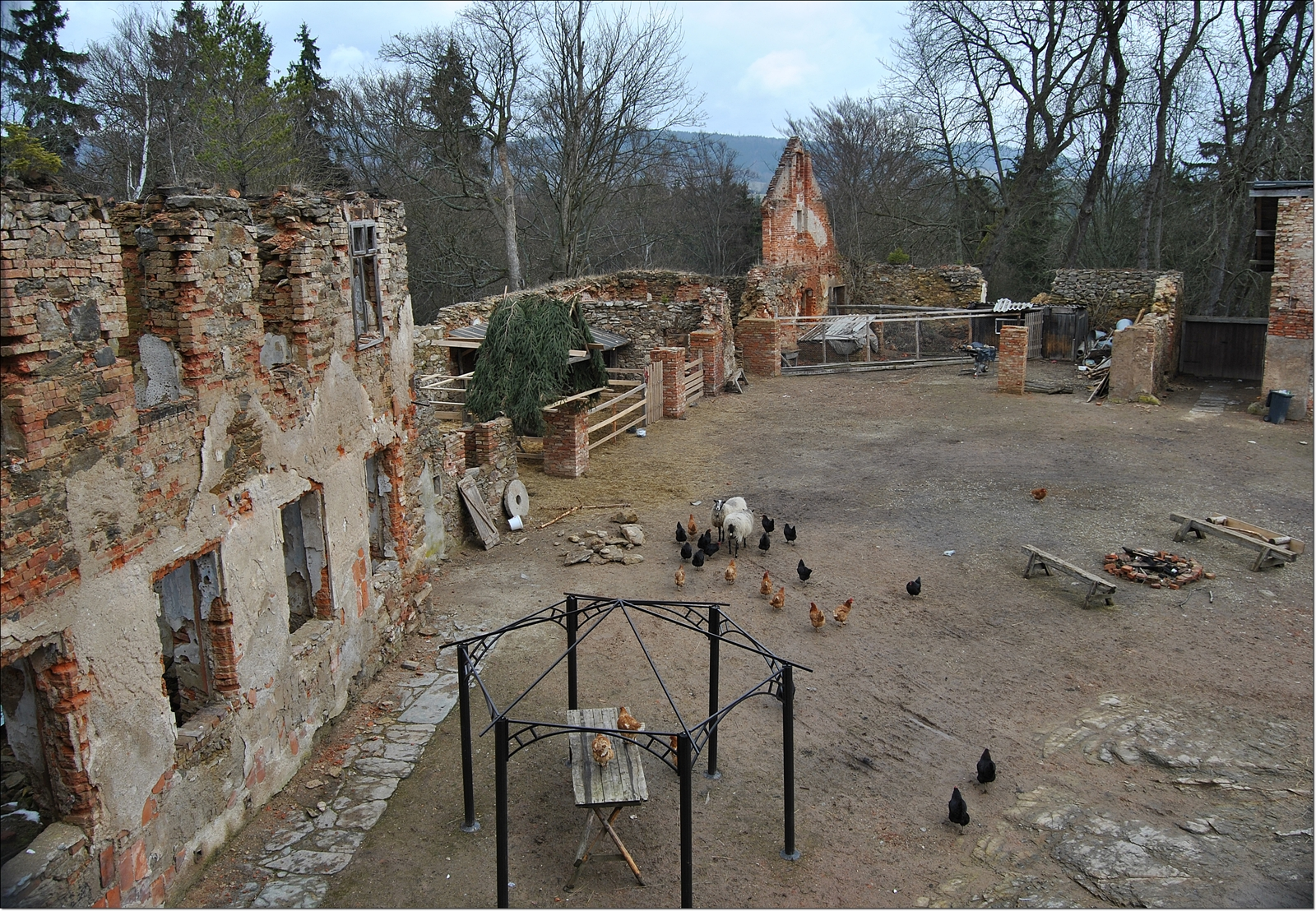
Der Burghof